# Parc Saint-Ruf

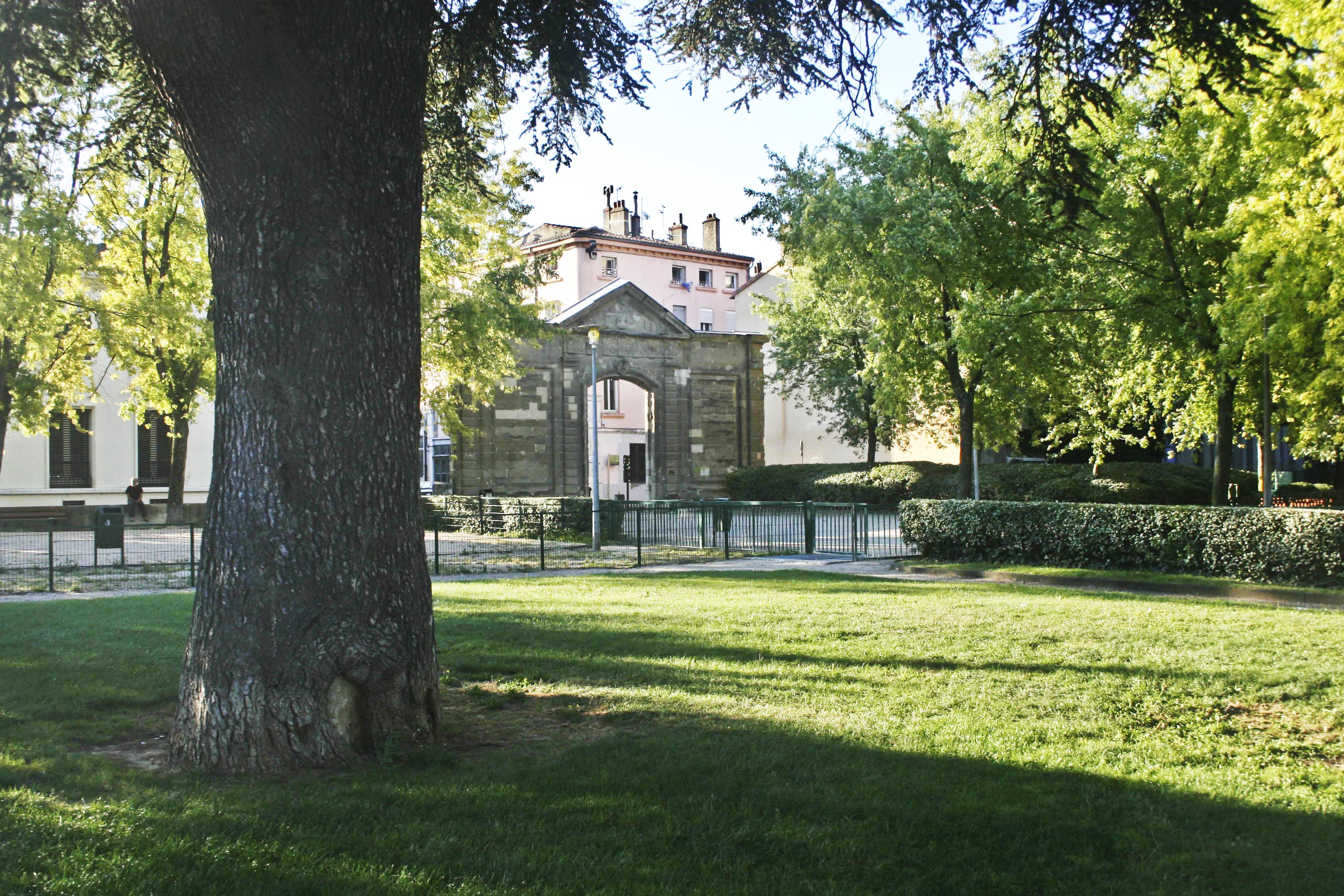
Le parc Saint-Ruf et le portail de l'abbaye Saint-Ruf.

Le parc Saint-Ruf est un petit parc de 0,5 ha situé dans le quartier Saint-Jean à Valence, dans le département de la Drôme. Il offre une vue imprenable sur les monts ardèchois (situés juste en face), et sur la colline et les ruines de Crussol. Le parc est accessible par la rue Malizard (depuis la vieille ville) ou par la rue Jean Bouin (depuis la Basse ville).

## Localisation
La ville de Valence étant établie sur quatre terrasses alluviales qui s'étagent sur la rive gauche du Rhône, le parc Saint-Ruf fait la liaison entre la basse ville (établie sur la première terrasse en bordure du Rhône) et la vieille ville (sur la deuxième terrasse). Le quartier Saint-Jean dans lequel se trouve le parc fait partie du Vieux Valence et se trouve non loin de la place Saint-Jean. En contrebas du parc se trouvent les vignes.

## Description
C'est sur cet emplacement que s'élevait l'ancienne préfecture de la Drôme, détruite par un bombardement le 15 août 1944 lors de la Seconde Guerre mondiale. Auparavant se trouvait le palais abbatial de Saint-Ruf. Au XVIIIe siècle, l'abbé Jacques de Tardivon fit construire un palais abbatial de l'ordre de Saint-Ruf. À ce jour, il n'en reste plus que la nommée porte Saint-Ruf qui constitue aujourd'hui l'entrée du parc. C'est sur ce coteau particulièrement bien exposé au soleil couchant, que la Commune libre de Saint-Jean a planté son vignoble.